# Cowichan Lake
Cowichan Lake è un grande lago d'acqua dolce situato nella parte meridionale dell'Isola di Vancouver, Columbia Britannica, Canada. Si trova lungo la Cowichan Valley nel Distretto regionale di Cowichan Valley, con la sua sponda orientale a circa 28 km (17 mi) ad Ovest di Duncan. Cowichan Lake ha una lunghezza di circa 30 km (19 mi), corre principalmente da Ovest a Est ed ha una larghezza di circa 4 km (2,5 mi) nel suo punto più largo. Il lago è anche la sorgente del Cowichan River.
Cowichan Lake ha diversi insediamenti lungo le sue sponde. La cittadina di Lake Cowichan è situata all'estremità Est end del lago, dove comincia il Cowichan River ed è l'insediamento più grande. Lungo il lato Sud del lago ci sono gli insediamenti di  Mesachie Lake e Honeymoon Bay ed anche il Gordon Bay Provincial Park. Sulla sponda Nord c'è l'insediamento di Youbou.
La Cowichan Valley era un tempo un fiorente centro di produzione di legname nella Columbia Britannica. In passato, due importanti ferrovie avevano linee verso e intorno a parti del lago. Con i cambiamenti nell'industria del disboscamento, queste linee ferroviarie attualmente sono state abbandonate dalle ferrovie e ora fanno parte di un importante sistema di sentieri pubblici che conduce a Est verso la parte inferiore della Cowichan Valley. L'area del lago è, in gran parte, poco edificata a causa dell'ampio disboscamento da parte di aziende del settore del legname che detengono il terreno circostante il lago. Attualmente ci sono diversi progetti di sviluppo in nuove località intorno al lago.